# Csontkovácsolás
A csontkovácsolás a test szimmetriájának a helyreállítására való törekvés. A hagyományos csontkovácsolásban a csontokra és ízületekre történő közvetlen mozdulatok segítségével (gyakran erős fájdalom árán) a csontkovácsok elérik, hogy egy-egy csont a helyére kerüljön, ami egy rossz mozdulat következtében fájdalmat okozva elkerült a helyéről.

## A kezelés folyamata
Első lépés egy teljes holisztikus állapotfelmérés a manuálterápiás kezeléshez. Második lépés manuálterápiás felmérés egy masszázs és energetikai kezelés keretében, mely a diagnózis pontosítására, megerősítésére, egyben az izmok kilazítására szolgál, elő- és felkészíti a testet a csontrakásra. Majd az oldópontok kezelése történik, ami fájdalmas is lehet: érezni, hogy valami régi feszültség kioldódik, ami után megkönnyebbül az ember. Ilyenkor a miofaszciális lerakódások kerülnek a nyirokkeringésbe. A miofaszciális trigger pont egy kisebb izomrost szakaszra izolálódó merevség, amely csomóként érzékelhető, elsősorban az izomhas középpontja táján – centrális trigger pont. A pontokat érezhetjük kis dudoroknak, merev "spagetti"-darabnak, vagy kis, szilvamag alakú és méretű púpoknak. A trigger pont nyomásra mindig fáj. 
Ezektől a fájdalmas csomóktól nem lehet pozitív gondolkodással vagy ellazulással megszabadulni. Sok-sok év alatt rakódnak le. Harmadik lépés a csontrakás, nyújtásokkal és lazításokkal kombinálva, melynek hatására az elmozdult csontok (sokszor maguktól, hanghatás kíséretével vagy anélkül) a helyükre kerülnek.